# Ulan Us (köpinghuvudort i Kina, Xinjiang Uygur Zizhiqu, lat 44,29, long 85,86)
Ulan Us (kinesiska: 乌兰乌苏, 乌兰乌苏镇) är en köpinghuvudort i Kina. Den ligger i den autonoma regionen Xinjiang, i den nordvästra delen av landet, omkring 150 kilometer väster om regionhuvudstaden Ürümqi. Antalet invånare är 14 396. Befolkningen består av 6 832 kvinnor och 7 564 män. Barn under 15 år utgör 17,0 %, vuxna 15-64 år 73 %, och äldre över 65 år 9,0 %.
Runt Ulan Us är det glesbefolkat, med 16 invånare per kvadratkilometer. Närmaste större samhälle är Shihezi, 14,4 km öster om Ulan Us. Trakten runt Ulan Us består till största delen av jordbruksmark.
Genomsnittlig årsnederbörd är 287 millimeter. Den regnigaste månaden är juli, med i genomsnitt 53 mm nederbörd, och den torraste är februari, med 11 mm nederbörd.